# Кубок Нони Гапріндашвілі
«Кубок Нони Гапріндашвілі» — трофей, що вручається представникам країни за найкращий сумарний результат, який показали чоловіча та жіноча збірні на шаховій олімпіаді.

## Загальна інформація
Нагороду названо на честь п'ятої в історії чемпіонки світу з шахів серед жінок (1962—1978 рр.) Нони Гапріндашвілі.
Трофей був задуманий ФІДЕ у 1997 році та вперше його вручили на шаховій олімпіаді 1998 року представникам збірних Росії. Відтоді володарями трофею ставали представники лише чотирьох країн: Росії — 6 разів, Китаю,  України та Індії — по 2 рази. Чинний володар трофею — збірна Індії.
Визначення переможців проводили трьома різними способами, зокрема:
- 1998 — 2004 рр., 2022 — 2024 рр., — середнє значення суми місць, які посіли чоловічі та жіночі команди;
- 2006 рік — сума набраних очок (додатковий показник — коефіцієнт Зоннеборга-Бергера);
- 2008 — 2020 рр. — сума набраних командних очок (додатковий показник — коефіцієнт Зоннеборга-Бергера);

## Переможці

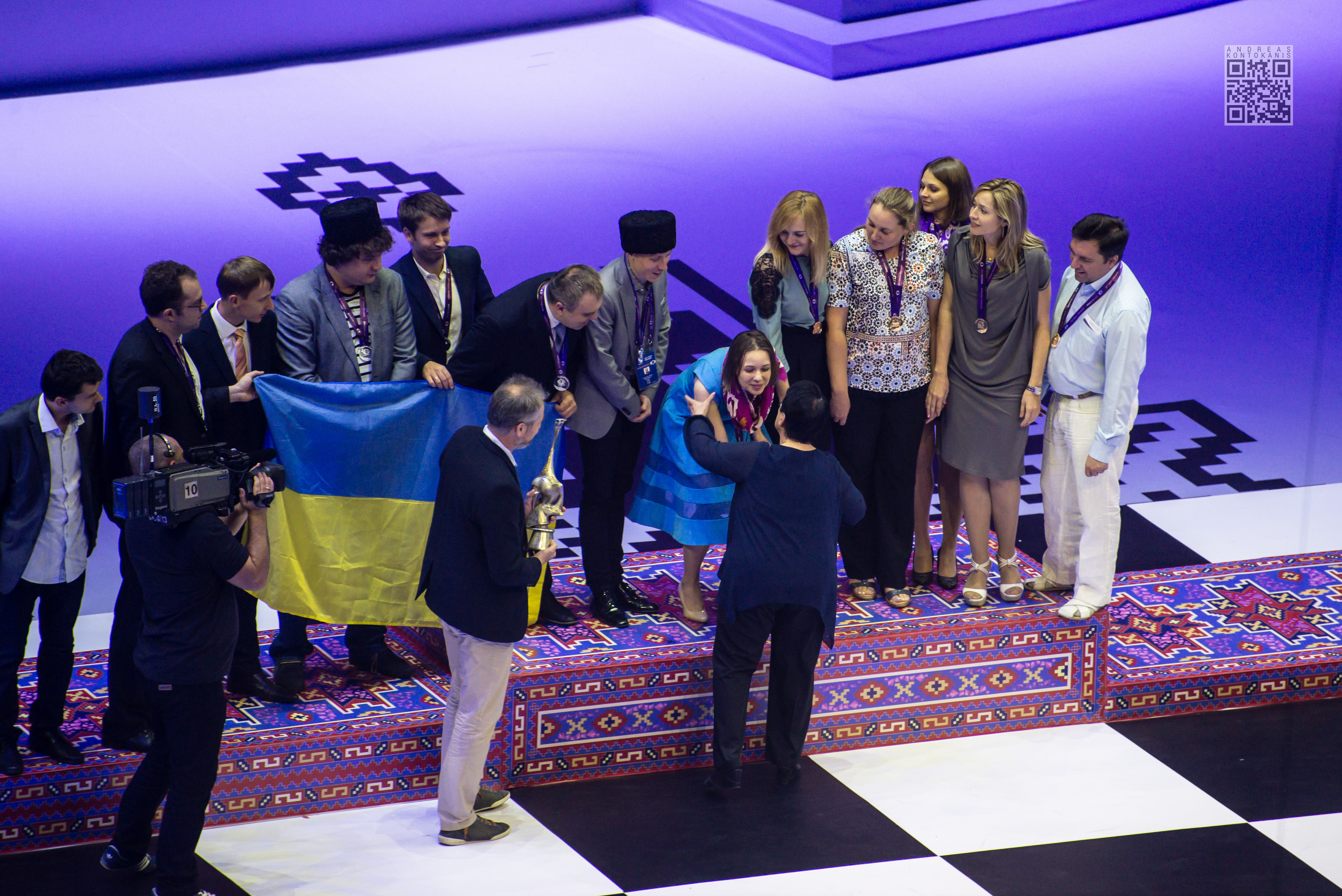
М.Музичук (Україна) отримує нагороду від Нони Гапріндашвілі (2016 рік)

| Рік  | №       | Місто           | Володар нагороди | 2-е місце | 3-є місце |
| ---- | ------- | --------------- | ---------------- | --------- | --------- |
| 1998 | XXXIII  | Еліста          | Росія            | КНР       | Грузія    |
| 2000 | XXXIV   | Стамбул         | Росія            | Україна   | Грузія    |
| 2002 | XXXV    | Блед            | Росія            | КНР       | Угорщина  |
| 2004 | XXXVI   | Кальвія         | Росія            | США       | Вірменія  |
| 2006 | XXXVII  | Турин           | КНР              | Україна   | Вірменія  |
| 2008 | XXXVIII | Дрезден         | Україна          | Вірменія  | США       |
| 2010 | XXXIX   | Ханти-Мансійськ | Росія            | КНР       | Україна   |
| 2012 | XL      | Стамбул         | Росія            | КНР       | Україна   |
| 2014 | XLI     | Тромсе          | КНР              | Росія     | Україна   |
| 2016 | XLII    | Баку            | Україна          | США       | КНР       |
| 2018 | XLIII   | Батумі          | КНР              | Росія     | Україна   |
| 2022 | XLIV    | Ченнай          | Індія            | США       | Індія-2   |
| 2024 | XLV     | Будапешт        | Індія            | США       | Вірменія  |

## Переможці за країнами
| Країна  | К-ть перемог | Роки                               |
| ------- | ------------ | ---------------------------------- |
| Росія   | 6            | 1998, 2000, 2002, 2004, 2010, 2012 |
| КНР     | 3            | 2006, 2014, 2018                   |
| Україна | 2            | 2008, 2016                         |
| Індія   | 2            | 2022, 2024                         |

## Переможці за роками
Шахова олімпіада 1998
| # | Країна | Чоловіки | Жінки | Середній показник |
| - | ------ | -------- | ----- | ----------------- |
| 1 | Росія  | 1        | 2     | 1½                |
| 2 | КНР    | 5        | 1     | 3                 |
| 3 | Грузія | 7        | 3     | 5                 |

Шахова олімпіада 2000
| # | Країна  | Чоловіки | Жінки | Середній показник |
| - | ------- | -------- | ----- | ----------------- |
| 1 | Росія   | 1        | 3     | 2                 |
| 2 | Україна | 3        | 4     | 3½                |
| 3 | Грузія  | 6        | 2     | 4                 |

Шахова олімпіада 2002
| # | Країна   | Чоловіки | Жінки | Середній показник |
| - | -------- | -------- | ----- | ----------------- |
| 1 | Росія    | 1        | 2     | 1½                |
| 2 | КНР      | 5        | 1     | 3                 |
| 3 | Угорщина | 2        | 5     | 3½                |

Шахова олімпіада 2004
| # | Країна   | Чоловіки | Жінки | Середній показник |
| - | -------- | -------- | ----- | ----------------- |
| 1 | Росія    | 2        | 3     | 2½                |
| 2 | США      | 4        | 2     | 3                 |
| 3 | Вірменія | 3        | 11    | 7                 |

Шахова олімпіада 2006
| # | Країна   | Чоловіки | Жінки | Сумарний показник | Коефіцієнт Зоннеборга — Бергера |
| - | -------- | -------- | ----- | ----------------- | ------------------------------- |
| 1 | КНР      | 34       | 27½   | 61½               | 700,5                           |
| 2 | Україна  | 32       | 29½   | 61½               | 689,5                           |
| 3 | Вірменія | 36       | 24    | 60                |                                 |

Шахова олімпіада 2008
| # | Країна   | Чоловіки | Жінки | Сумарний показник | Коефіцієнт Зоннеборга — Бергера |
| - | -------- | -------- | ----- | ----------------- | ------------------------------- |
| 1 | Україна  | 17       | 18    | 35                | 755,0                           |
| 2 | Вірменія | 19       | 16    | 35                | 753,5                           |
| 3 | США      | 17       | 17    | 34                |                                 |

Шахова олімпіада 2010
| # | Країна  | Чоловіки | Жінки | Сумарний показник | Коефіцієнт Зоннеборга — Бергера |
| - | ------- | -------- | ----- | ----------------- | ------------------------------- |
| 1 | Росія   | 18       | 22    | 40                |                                 |
| 2 | КНР     | 16       | 18    | 34                | 748,5                           |
| 3 | Україна | 19       | 15    | 34                | 747,0                           |

Шахова олімпіада 2012
| # | Країна  | Чоловіки | Жінки | Сумарний показник | Коефіцієнт Зоннеборга — Бергера |
| - | ------- | -------- | ----- | ----------------- | ------------------------------- |
| 1 | Росія   | 19       | 19    | 38                |                                 |
| 2 | КНР     | 17       | 19    | 36                | 806,5                           |
| 3 | Україна | 18       | 18    | 36                | 781,5                           |

Шахова олімпіада 2014
| # | Країна  | Чоловіки | Жінки | Сумарний показник | Коефіцієнт Зоннеборга — Бергера |
| - | ------- | -------- | ----- | ----------------- | ------------------------------- |
| 1 | КНР     | 19       | 18    | 37                | 828,5                           |
| 2 | Росія   | 17       | 20    | 37                | 772,5                           |
| 3 | Україна | 16       | 18    | 34                |                                 |

Шахова олімпіада 2016
| # | Країна  | Чоловіки | Жінки | Сумарний показник |
| - | ------- | -------- | ----- | ----------------- |
| 1 | Україна | 20       | 17    | 37                |
| 2 | США     | 20       | 16    | 36                |
| 3 | КНР     | 15       | 20    | 35                |

Шахова олімпіада 2018
| # | Країна  | Чоловіки | Жінки | Сумарний показник | Коефіцієнт Зоннеборга — Бергера |
| - | ------- | -------- | ----- | ----------------- | ------------------------------- |
| 1 | КНР     | 18       | 18    | 36                |                                 |
| 2 | Росія   | 18       | 16    | 34                | 734,0                           |
| 3 | Україна | 16       | 18    | 34                | 732,5                           |

Шахова олімпіада 2022
| # | Країна  | Чоловіки | Жінки | Сумарний показник |
| - | ------- | -------- | ----- | ----------------- |
| 1 | Індія   | 4        | 3     | 7                 |
| 2 | США     | 5        | 4     | 9                 |
| 3 | Індія-2 | 3        | 8     | 11                |

Шахова олімпіада 2024
| # | Країна   | Чоловіки | Жінки | Сумарний показник |
| - | -------- | -------- | ----- | ----------------- |
| 1 | Індія    | 1        | 1     | 2                 |
| 2 | США      | 2        | 3     | 5                 |
| 3 | Вірменія | 6        | 5     | 11                |